# 宮古島海上保安部
宮古島海上保安部（みやこじまかいじょうほあんぶ、英称：Miyakojima Coast Guard Office）は、沖縄県宮古島市にある海上保安庁第十一管区海上保安本部の海上保安部である。

## 概要
尖閣諸島周辺海域での外国船の不法操業取り締まり、すなわち、尖閣漁船対応体制の強化等を目的として、従来の宮古島海上保安署が2016年10月1日に保安部に昇格したものである。
2016年度から2018年度末までの3年間で、各年度3隻ずつ計9隻のしもじ型巡視船が配備され、尖閣漁船対応体制が整えられた。これらの巡視船は伊良部島にある長山港（長山地区）をバース（泊地）とする。
- 所在地：沖縄県宮古島市平良字西里7-21[7]
- 管轄区域：沖縄県宮古島市及び宮古郡（多良間村）[8]

## 沿革
- 1972年（昭和47年）
  - 10月1日 - 平良海上保安署が開設される[2][9]。
  - 11月15日 - 石垣海上保安部の巡視艇「あだん」の船名を「のばる」に変更し、平良海上保安署に配属[9]。
- 1987年（昭和62年）3月8日 - 巡視船「のばる」が第五管区海上保安本部に配属替え[9]。
- 1993年（平成5年）3月22日 - 新巡視船「のばる」配属[9]。
- 2007年（平成19年）4月1日 - 平良海上保安署が宮古島海上保安署に改称[9][10]。
- 2011年（平成23年）4月26日 - 巡視船「のばる」（PS16）配属[9]。
- 2013年（平成25年）8月7日 - 巡視船「みやこ」（PM35）が呉海上保安本部から配属替[9][11]。
- 2014年（平成26年）2月28日 - 巡視艇「やえづき」（PC124）就役[9]。
- 2016年（平成28年）
  - 4月1日 - 巡視艇「やえづき」（PC124）が石垣海上保安本部へ配属替[9]。
  - 4月1日 - 巡視艇「なつづき」（PC113）が石垣海上保安本部から配属替[9]。
  - 10月1日 - 宮古島海上保安署が宮古島海上保安部に昇格・改称[2]。
  - 11月 - 巡視船「しもじ」（PS31）就役[6]。
- 2017年（平成29年）
  - 3月17日 - 巡視船「くりま」（PS32）、「おおがみ」（PS33）が長山港に入港[6][12]。
  - 11月15日 - 巡視船「しぎら」（PS34）就役[13]。
- 2018年（平成30年）
  - 3月18日 - 巡視船「ともり」（PS35）、「とぐち」（PS36）が長山港に入港[14]。
  - 4月2日 - 巡視船「のばる」（PS16）が那覇海上保安部に配属替[14]。
  - 12月20日 - 巡視船「ひさまつ」（PS37）が平良港に入港[15]。
  - 12月25日 - 巡視船「みやこ」（PM35）が「はりみず」に船名変更[11]。
- 2019年（平成31年）3月15日 - 巡視船「ながやま」（PS38）、「まえはま」（PS39）が長山港に入港。尖閣漁船対応体制が整う[5]。
- 2022年（令和4年）
  - 4月15日 - 巡視船「みやこ」（PL201）が中城海上保安部から配属替[16][17][18]。
  - 7月19日 - 巡視船「しもじ」が長山港で点検作業中に陸地側に向けて20ミリ機関砲の実弾8発を誤射[19]。

## 所属船艇

### 巡視船
- PL201 みやこ（みやこ型）
- PM35 はりみず（とから型）[20] - 2018年12月25日に「みやこ」から船名変更。潜水指定船[11]。
- PS31 しもじ（しもじ型）[6][12]
- PS32 くりま（しもじ型）[6][12]
- PS33 おおがみ（しもじ型）[6][12]
- PS34 しぎら（しもじ型）[21]
- PS35 ともり（しもじ型）[14][22]
- PS36 とぐち（しもじ型）[14][22]
- PS37 ひさまつ（しもじ型）[15]
- PS38 ながやま（しもじ型）[5]
- PS39 まえはま（しもじ型）[5]

### 巡視艇
- PC113 なつづき（かがゆき型）

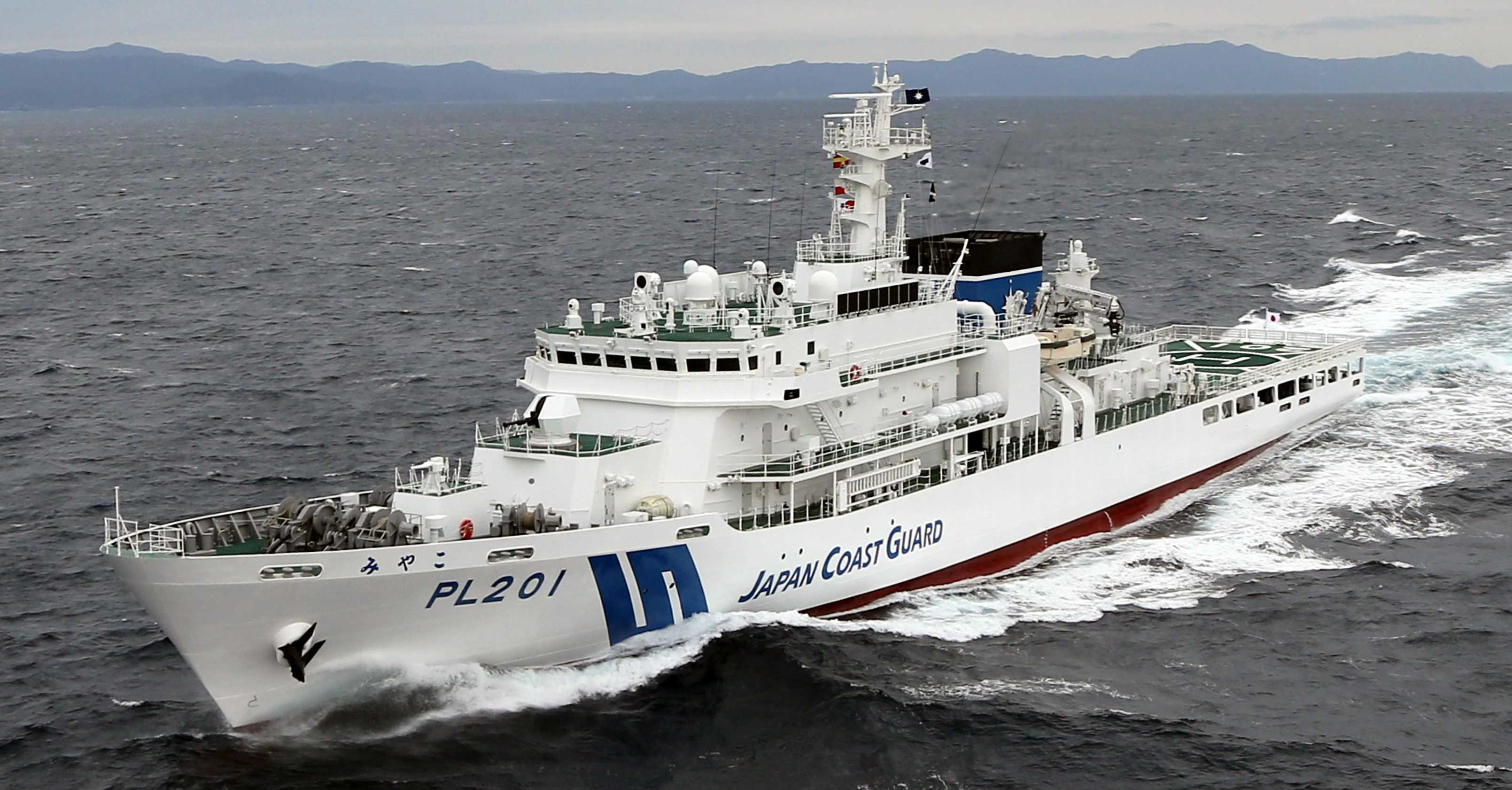
PL201 巡視船みやこ
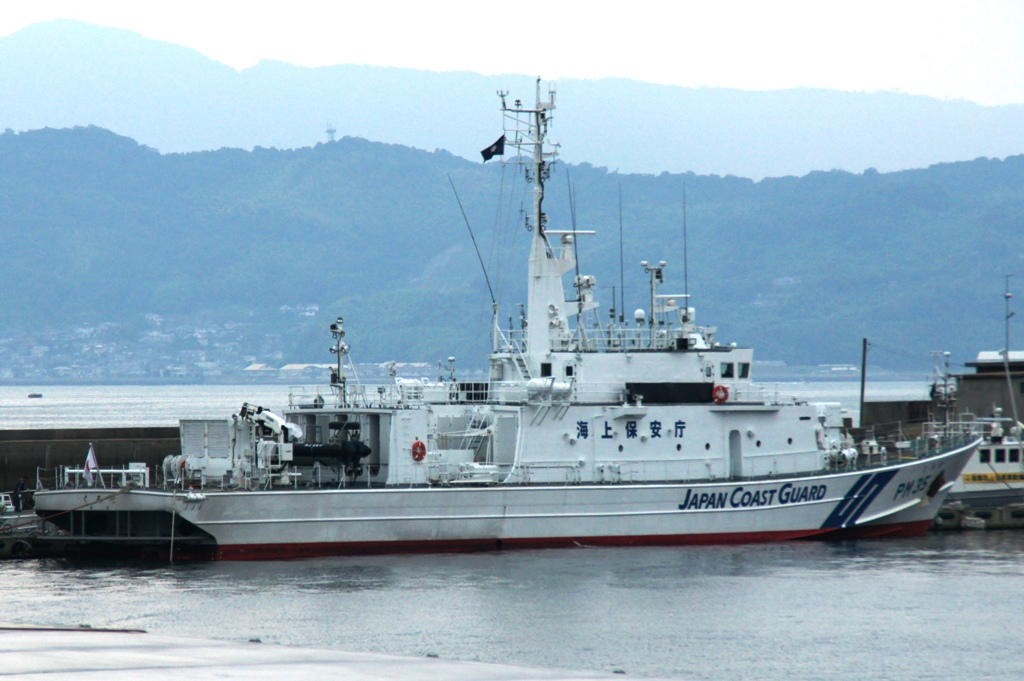
PM35 巡視船みやこ（現はりみず）
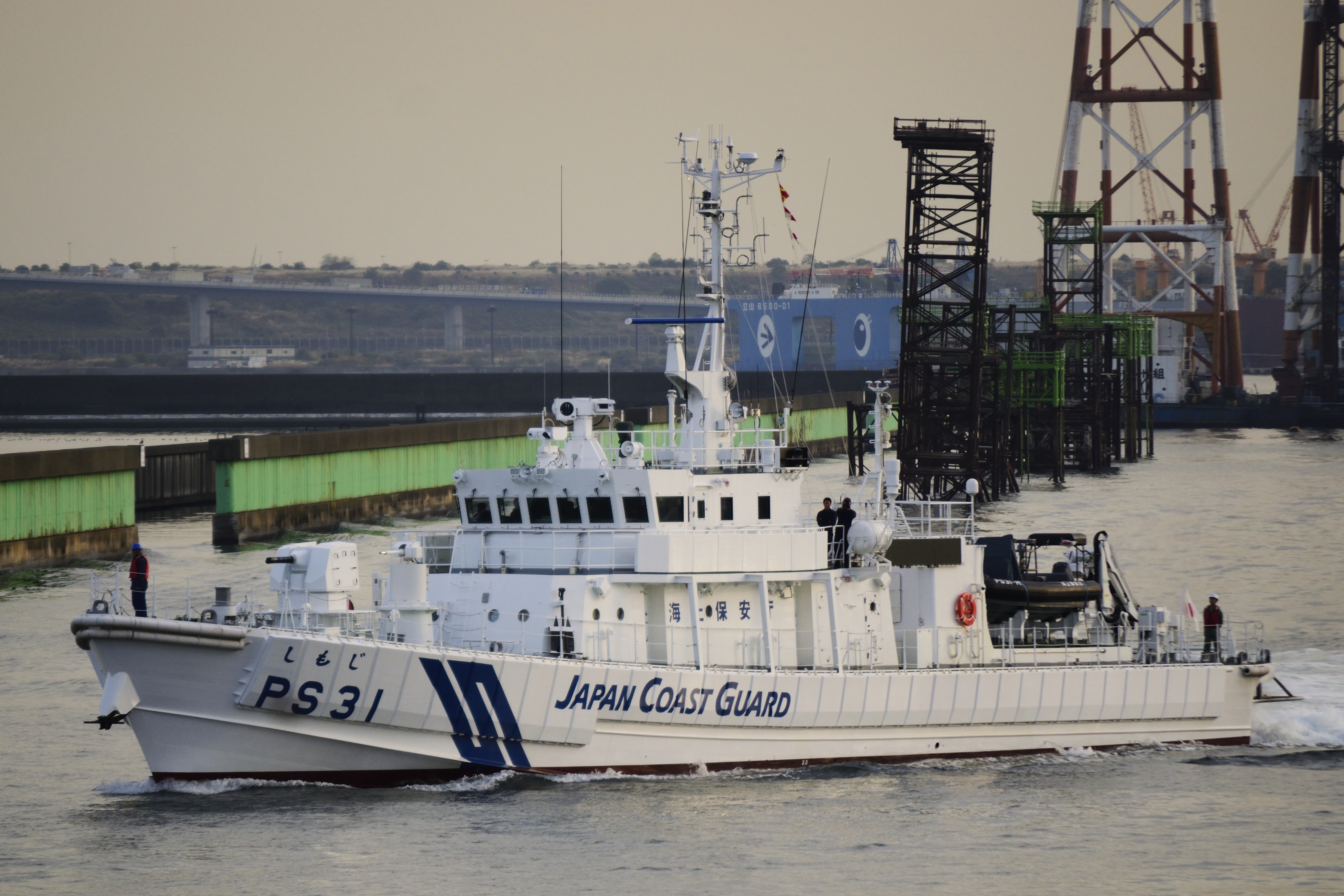
PS31 巡視船しもじ

### かつての所属船艇
- PS16 のばる[9]
- PC124 やえづき[9]

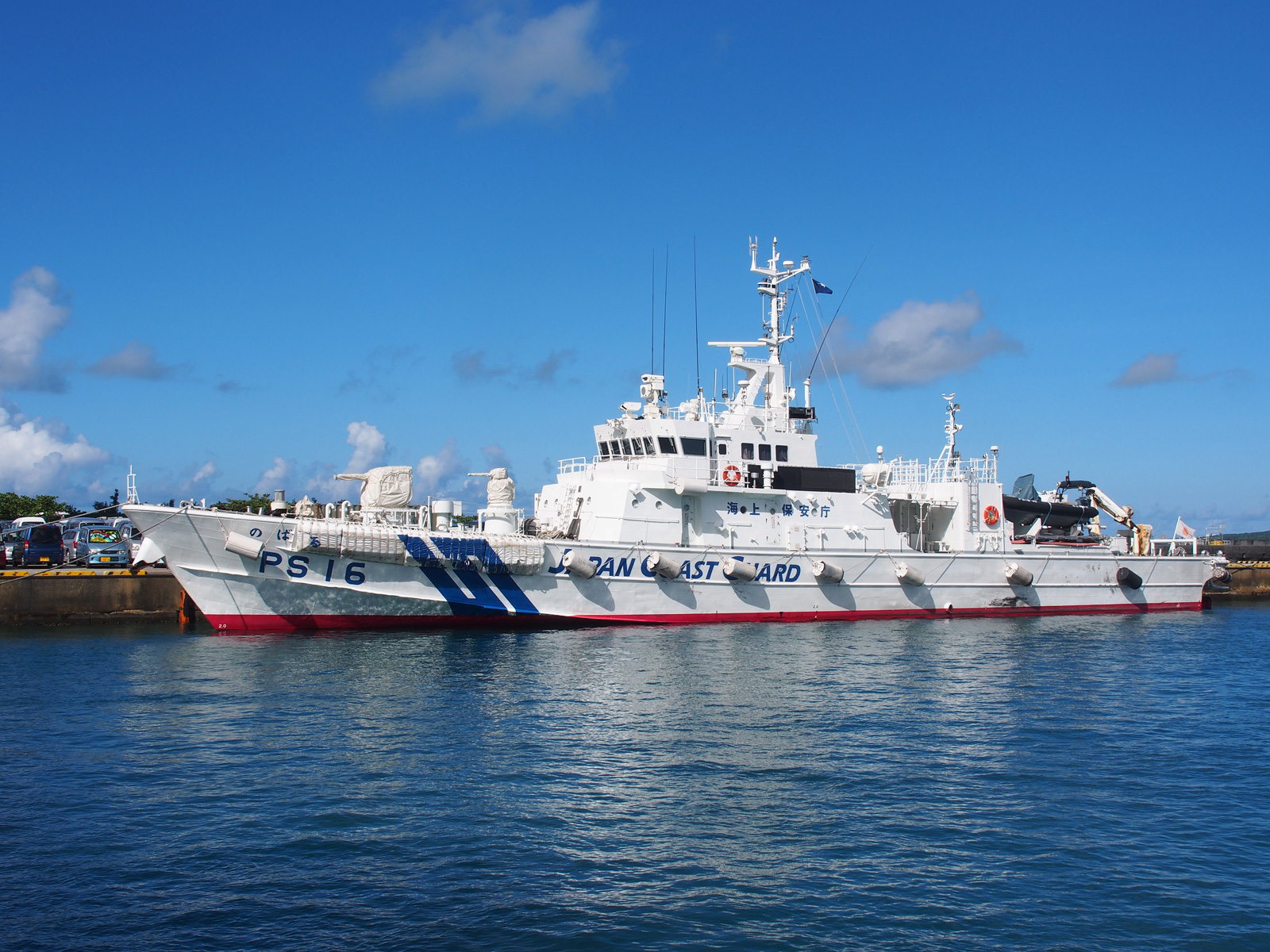
PS16 巡視船のばる
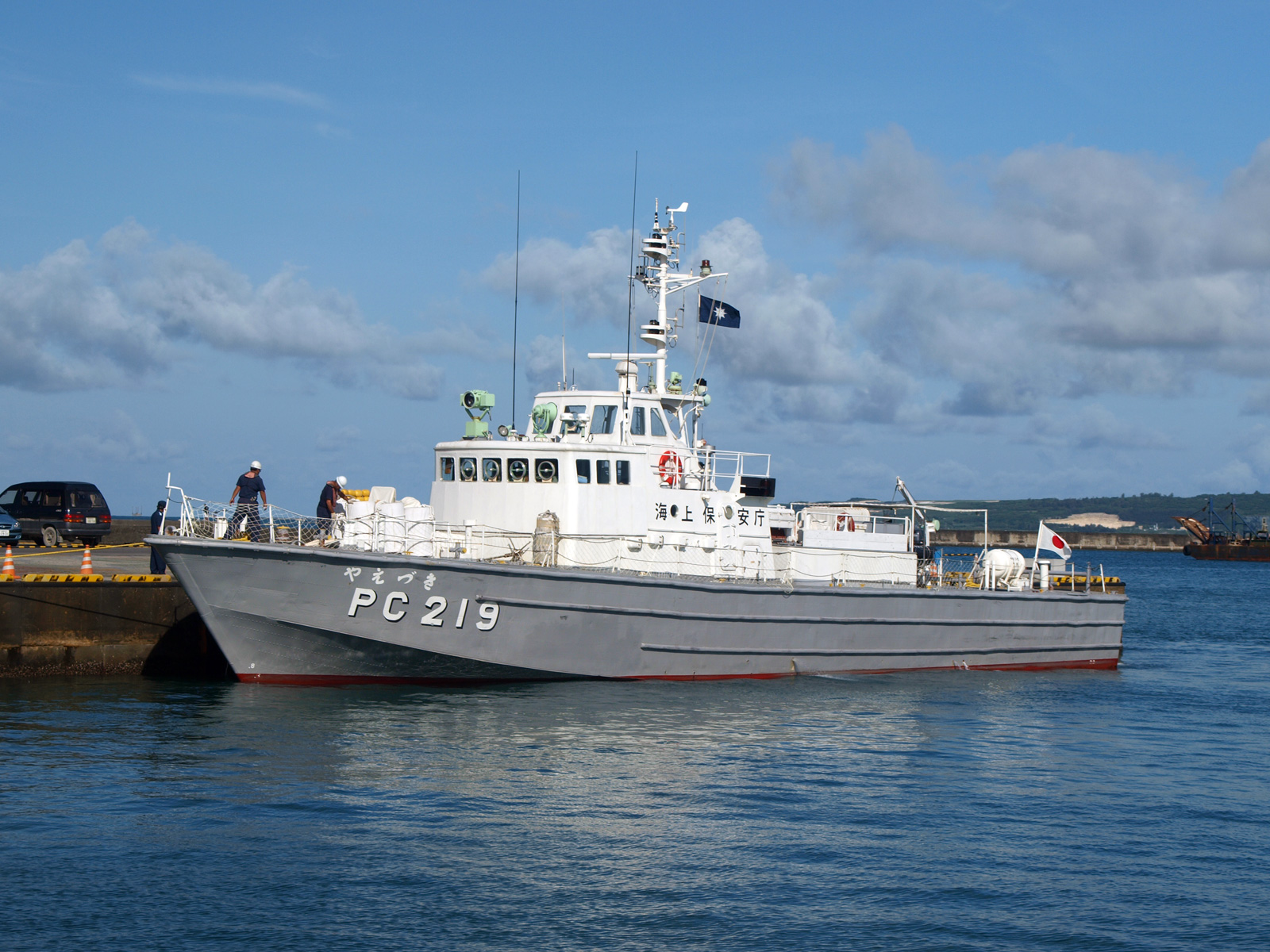
PC124 巡視艇やえづき